# أليس كالهون
أليس كالهون (بالإنجليزية: Alice Calhoun) هي ممثلة أمريكية، ولدت في 21 نوفمبر 1900 في كليفلاند في الولايات المتحدة، وتوفيت في 3 يونيو 1966 في لوس أنجلوس في الولايات المتحدة بسبب سرطان.

## وصلات خارجية
- أليس كالهون على موقع IMDb (الإنجليزية)
- أليس كالهون على موقع أول موفي (الإنجليزية)
- أليس كالهون على موقع قاعدة بيانات الفيلم (الإنجليزية)